# Szputnyik–7
A Szputnyik–7 az első szovjet kísérlet a Vénusz körül pályára álló űrszonda indítására.

## Küldetés
Ez volt az első kísérlet, hogy a Vénusz bolygó felé űreszközt indítsanak. Szerkezetileg a Venyera–1 szondával azonos felépítésű, 2MV-2 típusú.

## Jellemzői
1961. február 4-én a bajkonuri űrrepülőtérről egy Vosztok hordozórakéta (8K72) juttatta Föld körüli, közeli körpályára. Energiaellátása akkumulátorral kombinált napelemekkel volt megoldva. Egy hengeres testből állt, napelemcellákkal befedve, elején kúppal lezárva, hossza 2 méter. Parabolaantennája 2 méter átmérőjű volt, és az utasítások vételére szolgált, a botantenna pedig a mérési eredmények továbbítására a földi vevőállomások felé.
Műszerei közé tartozott egy magnetométer, ioncsapdák, mikrometeorit-detektorok, a kozmikus sugárzást mérő eszközök. A felforrósodás elleni védelmet termál redőnyökkel biztosították. Vitt magával egy gömböt, amiben egy szovjet zászlót helyeztek el. Az orbitális egység pályája 90 perces, 64,9 fokos hajlásszögű, elliptikus pálya-perigeuma 212 kilométer, apogeuma 318 kilométer volt. Az űreszköz teljes súlya 6483 kilogramm, hasznos tömege 644 kilogramm.
Az első kísérlet volt, hogy Föld körüli parkolópályáról műholdat indítsanak bolygókutatásra. A második szökési sebesség elérését szolgáló Molnyija L rakéta-végfokozat nem indult el, ezért 1961. február 26-án belépett a légkörbe, majd elégett.

## Külső hivatkozások
- Szputnyik–7. nasa.gov. (Hozzáférés: 2012. december 2.)
- Szputnyik–7. astronautix.com. (Hozzáférés: 2012. december 2.)

| Elődje: Szputnyik–6 | Szputnyik–7 1960 | Utódja: Szputnyik–8 |